# Leongino Unzain
Leongino Unzain Taboada (* 16. Mai 1925 in Guarambaré; † 23. März 1990 in Madrid) war ein paraguayischer Fußballspieler, der mit der Nationalmannschaft seines Heimatlandes an der Fußball-Weltmeisterschaft 1950 in Brasilien teilnahm.

## Karriere

### Verein
Unzain begann seine Karriere beim Club Cerro Porteño. 1948 wechselte er zum Club Olimpia, mit dem er paraguayischer Meister wurde. Nach zwei Spielzeiten beim Club Nacional zog er nach Europa, wo er sich für eine Saison Lazio Rom anschloss. 1951 wechselte er nach Frankreich, wo er für den SC Toulon, Girondins Bordeaux, AS Béziers, den FC Rouen und den FC Grenoble spielte. Ab 1960 war er bei Rayo Vallecano in der spanischen Tercera División aktiv, wo er nach einer Saison seine Spielerkarriere beendete.

### Nationalmannschaft
Unzain debütierte am 7. Mai 1950 beim 0:2 in einem Freundschaftsspiel gegen Brasilien in der paraguayischen Nationalmannschaft. Anschließend wurde er in das Aufgebot für die Fußball-Weltmeisterschaft 1950 in Brasilien berufen, für die Paraguay wegen des Verzichts von Ecuador und Peru automatisch qualifiziert war. Nach einem 2:2 gegen Schweden und einer 0:2-Niederlage gegen Italien schied Paraguay als Gruppenletzter aus dem Turnier aus. Unzain kam in beiden Spielen zum Einsatz.

## Erfolge
- Paraguayischer Meister: 1948